# Vollenhovia rufipes
Vollenhovia rufipes é uma espécie de formiga do gênero Vollenhovia, pertencente à subfamília Myrmicinae.